# Угода в страусах
«Угода в страусах» (англ. A Deal in Ostriches) або «Незвичайний аукціон» — гумористичне оповідання англійського письменника Герберта Веллса. Вперше опубліковане в 1894 році. Це повчальна історія про просту людську жадібність.

## Сюжет
Таксидерміст розмовляє з неназваним знайомим про аукціон птахів на кораблі Ост-Індської компанії, що прямував з Індії до Лондона. Розмова переходить на тему ціни на птахів. У той час на борту перебуває сер Мохіні-падишах, багатий корінний індієць. Один з п'яти страусів, який стояв поряд, ковтає діамант з тюрбана падишаха та губиться серед інших страусів. Звістка про інцидент поширюється кораблем, коли падишах вимагає знайти діамант. Він клянеться, що дістане діамант, але не стане марнувати гроші на купівлю страусів для цього. Падишах обіцяє розглядати це як крадіжку, вчинену проти британського підданого, та планує звернутися до британської Палати лордів. 
Падишах вимагає від доглядача страусів передати птахів йому, але той заперечує, бо він лише доглядач, а не власник птахів. Пасажири обговорюють правомірність його вимог. Оскільки адвоката на кораблі немає, розсудити справу ніхто не в змозі. Після зупинки в Адені падишах погоджується купити всіх п'ятьох птахів. Доглядач відмовляється, бо інший пасажир, Поттер, зробив подібну пропозицію. Перебуваючи в Адені, Поттер повідомив власників птахів із Лондона про становище, і отримає відповідь у Суеці. Він має намір убити птахів, щоб знайти діамант у їхніх шлунках. Падишах лютує, а таксидерміст картає себе, що не додумався таким же чином привласнити діамант. 
Власник птахів приймає пропозицію Поттера, що засмучує падишаха. Тоді Поттер пропонує падишаху купити птахів у нього, але за вдвічі вищу ціну. Коли падишах відмовляється, Поттер розігрує на кораблі аукціон, де лотом є страуси. Інтерес до аукціону зростає, коли єврейський торговець діамантами оцінює зниклий діамант у три-чотири тисячі британських фунтів. Після того, як перший проданий птах був забитий на палубі, і в ньому не виявляється діаманта, Поттер забороняє забій решти до прибуття в Лондон. Ціна за кожного наступного птаха зростає, Поттер отримує понад тисячу фунтів. Падишах дає кожному власнику страуса свою адресу та благає відправити діамант поштою, щойно його знайдуть. Але ніхто на це не погоджується.
Через тиждень таксидерміст, який покинув корабель в одному з портів, бачить падишаха і Поттера разом у Лондоні. Він робить висновок, що обоє були спільниками в афері. Хоча падишах і Поттер багаті, вони ще більше розбагатіли на людській жадібності. І хоча діамант був справжній, жоден страус, напевне, його насправді не ковтав.